# Akbuzat
 (novembre 2018).

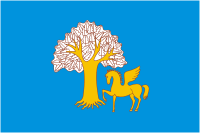
Akbuzat sur le drapeau du district de Kiginsky, en Bachkirie.

Akbuzat (bachkir : Аҡбуҙат, de Ak « blanc » et du turc буҙат « Cheval bouclé ») est l'un des plus célèbres kubairs (poèmes épiques) des Bachkirs. Inclus dans le cycle de contes héroïques à propos d' Ural-batyr (en) et de ses descendants, il conte la lutte du héros Hauban contre les forces obscures et pour libérer son peuple.

## Résumé
Le héros principal du poème épique Akbuzat est Hauban. Il se rend dans le royaume sous-marin de Shulgen à la recherche du cheval bouclé Akbuzat, volé par les dives, et de l'épée de diamant Ural-batyr. Il vainc les dives (deyeu) et les dragons, et détruit le royaume sous-marin dans lequel habite le souverain pervers et rusé Shulgen. De son royaume, Hauban libère le cheval ailé Akbuzat, dont les descendants à ce jour continuent de servir fidèlement son peuple. Avec ce cheval, il retourne sur Terre et libère son peuple de l'esclavage de Khan Masim.

## Histoire
Cette épopée fut enregistrée en 1910, par Moukhametcha Bourangoulov (ru) conteur (sessen) de Gabit. En 1917, une deuxième version de l'épopée nationale est enregistrée avec un sessen (ru) du village de Gatiatoully Bikkoujina.

## Analyse
Ce texte est basé sur le monde réel, les coutumes anciennes et les idées des Bachkirs à propos d'un avenir heureux. Il conte prioritairement la lutte du batyr (héros) contre les forces obscures, les mauvais esprits et les oppresseurs, au nom de l'immortalité et du bonheur du peuple, et pour le triomphe de la justice. Il évoque aussi les motifs archaïques des relations conjugales, la rencontre inattendue du héros épique avec de belles demoiselles, puis leur mariage : l'amour entre le brave cavalier et l'épouse est chanté, la création d'une famille et la naissance de leurs fils-compagnons est une bénédiction et un bonheur pour tous.
Les images de la mythologie populaire et les idées des peuples anciens sur la structure du monde occupent une grande place dans cette épopée. Dans la légende, les textes de poésie et de prose alternent, l'originalité de la performance du kubair étant liée à cela. La partie en prose est racontée par le sesen sous la forme narrative habituelle, le texte poétique est interprété sous la forme d'un air récitatif.
Il existe de nombreux motifs, épisodes, images dans cette épopée qui la lient à l’épopée « Ural-batyr (en) » : par exemple, les images de Humay, Kakhkaha, Shulgena, Akbuzat, le symbole d’une épée de diamant magique, etc. Ces images fabuleuses sont un important trait de composition et revêtent un grand sens idéologique, ainsi qu'une valeur artistique. Dans les deux œuvres, des événements ont lieu dans les montagnes de l'Oural.

## Adaptations modernes
Sur la base de l'épopée « Akbuzat » des Bachkirs, le compositeur Anton Eichenwald (ru) a écrit l'opéra « Степь » (La Steppe), créé en 1931 sur la scène du théâtre d'opéra de Samara.
Par ailleurs, l'opéra Akbouzat d'Antonio Spadavecchia et Khalik Zaïmov, sur un livret de Bayazit G. Bikbaï et Kadyr Dayan, et créé en 1942, est aussi basé sur l'épopée Akbuzat.